# Троянос, Татьяна
Татьяна Троянос (англ. Tatiana Troyanos, 12 сентября 1938, Нью-Йорк, США — 21 августа 1993, Нью-Йорк, США) — американская оперная певица (меццо-сопрано), солистка «Метрополитен Опера».

## Биография
Родилась в Нью-Йорке в семье грека и немки, в возрасте семи-восьми лет Татьяну Троянос отдали в Бруклинский детский дом. Там начала учиться игре на фортепьяно у фаготиста «Метрополитен Опера» Луи Петрини. Позднее увлеклась оперой под влиянием записей Марио Ланца, Джейн Пауэлл и Марии Каллас.
В 1963 году состоялся дебют Троянос в Нью-Йоркской городской опере («Сон в летнюю ночь» Б.Бриттена). В 1966—1976 годах — в Гамбургской опере. Регулярно выступала в «Ковент-Гардене» и других оперных театрах мира.
С 1976 года — солистка «Метрополитен Опера».
В 1993 году умерла от рака груди.

## Творчество
Татьяна Троянос пела в операх Моцарта, Штрауса, Беллини, Берлиоза и ряде других. В репертуаре Татьяны Троянос, благодаря её «тёмному» меццо-сопрано, было много партий юношей (например, Керубино в «Свадьбе Фигаро», Ромео в «Капулетти и Монтекки» Беллини, Секст в «Милосердии Тита»). Как писала газета «Индепендент», немногие могли быть так убедительны и драматичны в этих ролях, как Татьяна Троянос. Наиболее знаменитыми являются её
исполнение Композитора в «Ариадне на Наксосе» и Секста в «Милосердии Тита».
Как отмечают, её исполнение партии Секста в «Милосердии Тита» на Зальцбургском фестивале 1976 года было блистательным и затмевало остальных певцов в этой постановке.
Сотрудничала с различными дирижёрами мира (среди них Карл Бём, Георг Шолти, Клаудио Аббадо, Пьер Булез), но чаще всего — с Джеймсом Ливайном.

## Награды и премии
- 1968 — премия «Грэмми» за лучшую оперную запись («Так поступают все»)[4]

## Дискография
- 1967 — «Так поступают все», дирижёр Эрих Ляйнсдорф — Дорабелла
- 1967 — «Ариадна на Наксосе», дирижёр Карл Бём — Композитор
- 1967 — «Дидона и Эней», дирижёр Чарльз Маккеррас — Дидона
- 1967 — «Свадьба Фигаро», дирижёр Карл Бём — Керубино
- 1969 — «Дьяволы из Лудена», дирижёр Марек Яновски — Жанна
- 1969 — «Кавалер розы», дирижёр Карл Бём — Октавиан
- 1969 — «Царь Эдип», дирижёр Клаудио Аббадо — Иокаста
- 1969 — «Юлий Цезарь в Египте», дирижёр Карл Рихтер — Клеопатра
- 1969 — «Ариадна на Наксосе», дирижёр Карл Бём — Композитор
- 1970 — «Представление о душе и теле», дирижёр Чарльз Маккеррас — Душа
- 1969 — «Каприччио», дирижёр Карл Бём — Клерон
- 1972 — «Дидона и Эней», дирижёр Никола Решиньо — Дидона
- 1972 — «Царь Эдип», дирижёр Леонард Бернстайн — Иокаста
- 1972 — «Мнимая садовница», дирижёр Леонард Бернстайн — Рамиро
- 1973 — «Самсон и Далила», дирижёр Джузеппе Патане — Далила
- 1975 — «Кармен», дирижёр Георг Шолти — Кармен
- 1975 — «Норма», дирижёр Карло Феличе Чилларио — Адальжиза
- 1975 — «Капулетти и Монтекки», дирижёр Сара Колдуэлл — Ромео
- 1975 — «Анна Болейн», дирижёр Фернандо Превитали — Джейн Сеймур
- 1976 — «Замок герцога Синяя Борода», дирижёр Пьер Булез — Юдифь
- 1976 — «Ариадна на Наксосе», дирижёр Георг Шолти — Композитор
- 1976 — «Сельская честь», дирижёр Кеннет Шермерхорн — Сантуцца
- 1977 — «Дидона и Эней», дирижёр Рэймонд Леппард — Дидона
- 1979 — «Вертер», дирижёр Мишель Плассон — Шарлотта
- 1979 — «Норма», дирижёр Джеймс Ливайн — Адальжиза
- 1979 — А. Шёнберг. Оратория «Песни Гурре», дирижёр Элиаху Инбал
- 1980 — «Милосердие Тита», дирижёр Джеймс Ливайн — Секст
- 1981 — «Норма», дирижёр Ричард Бонинг — Адальжиза
- 1982 — «Норма», дирижёр Джеймс Ливайн — Адальжиза
- 1982 — «Тангейзер», дирижёр Джеймс Ливайн — Венера
- 1983 — «Троянцы», дирижёр Джеймс Ливайн — Дидона
- 1983 — «Вест-сайдская история», дирижёр Леонард Бернстайн — Анита
- 1983 — «Гибель богов», дирижёр Джеймс Ливайн — вторая норна
- 1987 — Моцарт. «Коронационная» месса. «Воробьиная» месса. Ave verum corpus. Exsultate, jubilate. Дирижёр Рафаэль Кубелик
- 1988 — «Ариадна на Наксосе», дирижёр Джеймс Ливайн — Композитор
- 1989 — Гершвин. Рапсодия в стиле блюз. Барбер. Струнное адажио. Бернстайн. Увольнение в город. Дирижёр Леонард Бернстайн.
- 1990 — «Свадьба Фигаро», дирижёр Джеймс Ливайн — Марселина
- 1993 — «Каприччио», дирижёр Дональд Ранниклз — Клерон

## Интересные факты
- В одном году с Татьяной Троянос, в том же возрасте, и также от рака умерли ещё две оперные певицы-сопрано — Луция Попп и Арлин Ожер.